# 薗田憲一とデキシーキングス
薗田憲一とデキシーキングス（そのだけんいちとデキシーキングス）は、日本を代表するデキシーランドジャズバンドのひとつ。

## 解説
1960年(昭和35年)11月1日に薗田憲一が結成。
当初のメンバーはトロンボーン奏者の薗田憲一をリーダーとして、伊藤隆文（トランペット）、石川順三（クラリネット）、平井進（ピアノ）、城英輔（ウッドベース）、薗田祐司（チューバ）、宮崎忠一（バンジョー）、白岡隆（ドラム）の8人編成でスタート。

## メンバー

### 2000年代前半頃のメンバー
（出典）
- 薗田憲一（トロンボーン）
- 楠堂浩己（ドラム／ウォッシュボード）
- 筒井政明（トランペット）
- 永生元伸（バンジョー）
- 白石幸司（クラリネット／ソプラノサックス）
- 河合勝幸（チューバ）

### 現在のメンバー
- 薗田勉慶（トロンボーン）　※故・薗田憲一の息子[2]
- 楠堂浩己（ドラム／ウォッシュボード）
- 筒井政明（トランペット）
- 永生元伸（バンジョー）
- 白石幸司（クラリネット／ソプラノサックス）
- 河合勝幸（チューバ）